# Haukadalur (Ísafjarðarbær)

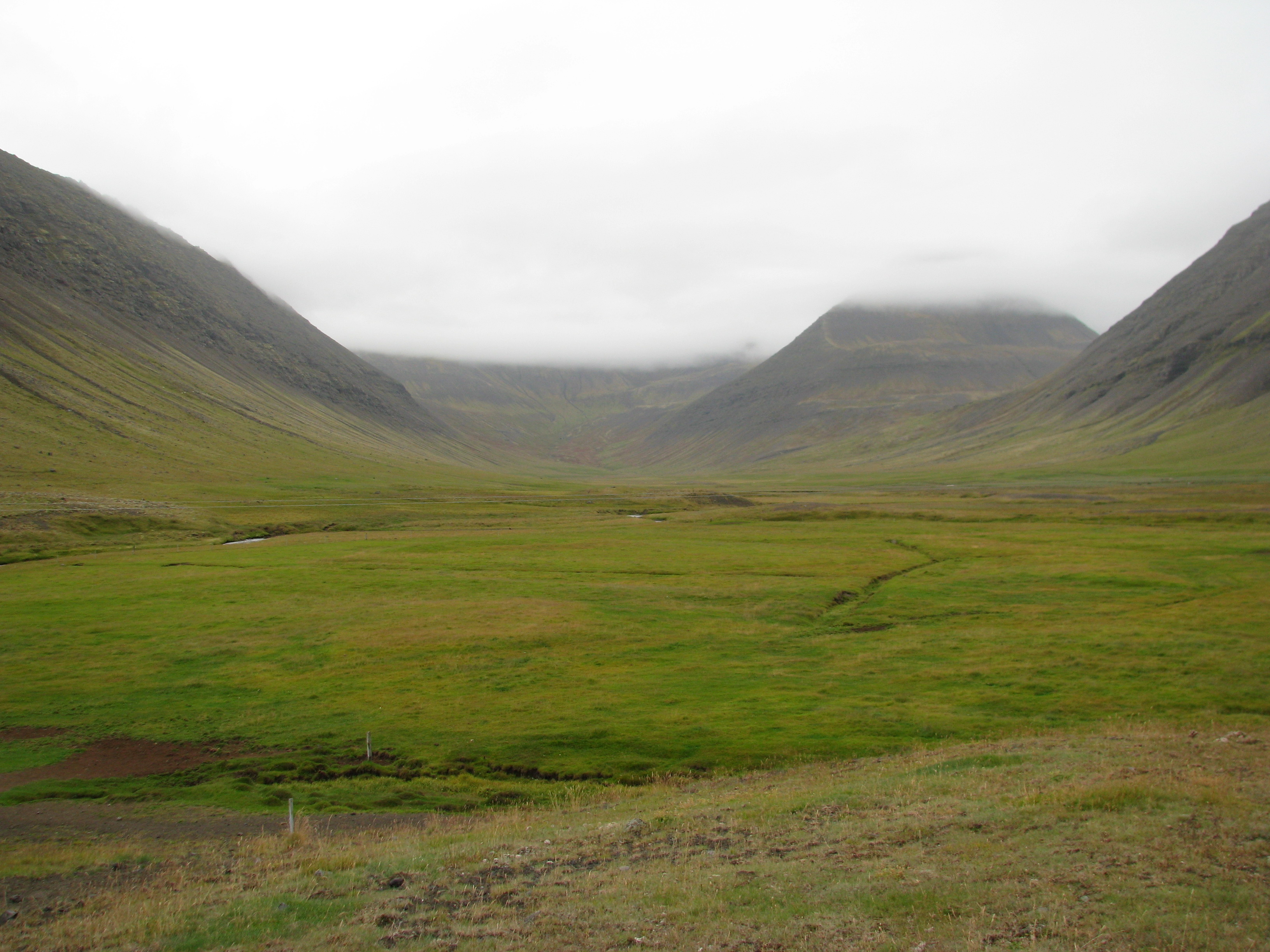
Overzicht van Haukadalur.

Het Haukadalur (Haviksdal) is een klein dal in IJsland. Het ligt aan de zuidkant van de Dýrafjörður in de Westfjorden, ongeveer 5 kilometer ten noordwesten van het plaatsje Þingeyri.
Het Haukadalur is de plaats waar de Saga van Gísli Súrsson zich in het begin afspeelde. Aan de kust van de Dýrafjörður ligt een kerkhofje van Franse zeelieden.

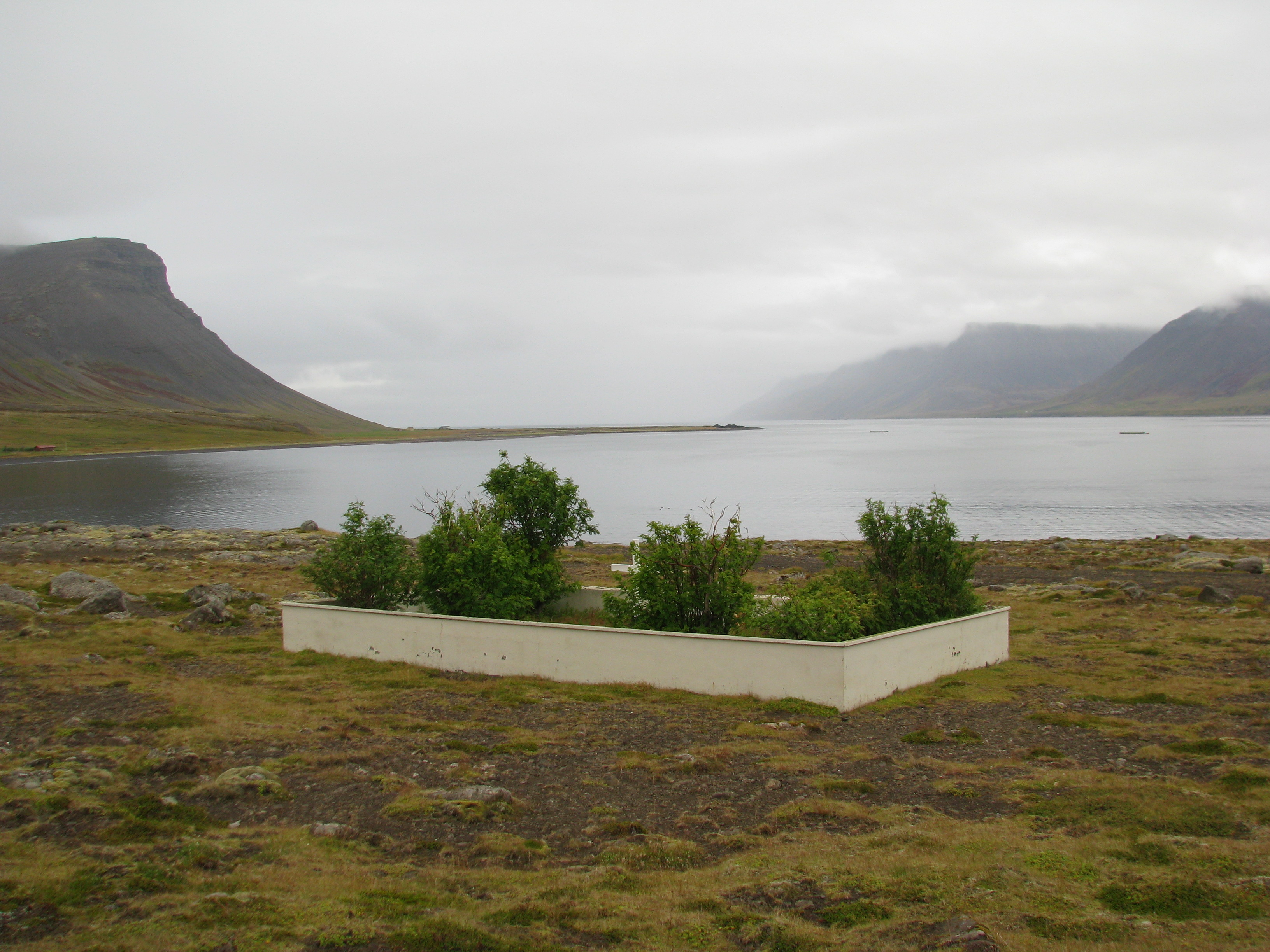
Het kerkhof van Franse zeelui.

In IJsland zijn er nog twee dalen die Haukadalur heten. Het ene is het meest bekend omdat de Geysir daar ligt, het andere ligt niet ver van Búðardalur